# Clytus parvigranulatus
Clytus parvigranulatus là một loài bọ cánh cứng trong họ Cerambycidae.